# Архипкина, Анастасия Митрофановна
Анастасия Митрофановна Архипкина (1908, Курская губерния, Российская империя — неизвестно, Волгоградская область) — свинарка свиноводческого совхоза имени Калинина Министерства совхозов СССР, Артёмовский район Сталинской области, Украинская ССР. Герой Социалистического Труда (1949).

## Биография
Родилась в 1908 году в крестьянской семье в одном из сельских населённых пунктов Курской губернии. С раннего возраста трудилась в сельском хозяйстве. В послевоенные годы трудилась свинаркой в свиноводческом совхоза имени Калинина Артёмовского района (сегодня — Бахмутский район) с центральной усадьбой в посёлке имени Калинина (сегодня — Калиновка Бахмутского района).
В 1948 году вырастила от десяти свиноматок в среднем по 25 поросят на каждую свиноматку. Средний вес каждого поросёнка составил 15,1 килограмма. Указом Президиума Верховного Совета СССР от 24 сентября 1949 года удостоена звания Героя Социалистического Труда за «получение высокой продуктивности животноводства в 1948 году» с вручением ордена Ленина и золотой медали «Серп и Молот» (№ 4720).
Этим же указом званием Героя Социалистического Труда были награждены директор совхоза имени Калинина Алексей Кузьмич Макогон, старший зоотехник Фёдор Степанович Зинченко, старший ветеринарный врач Иван Емельянович Рудой, управляющие фермами Савелий Стефанович Иваненко, Лука Сазонович Сивирин, труженики совхоза бригадир Семён Афанасьевич Задорожний, свинарки Полина Филипповна Братчикова, Меланья Лукьяновна Косенко, Зоя Семёновна Решетняк и Фёкла Лазаревна Юхно.
За выдающиеся трудовые достижения по итогам работы в 1949 году была награждена вторым Орденом Ленина.
После выхода на пенсию проживала в посёлке имени Калинина Артёмовского района. С 1968 года — персональный пенсионер союзного значения. Позднее переехала в Волгоградскую область. Дата смерти не установлена.

## Награды
- Герой Социалистического Труда
- Орден Ленина — дважды (1949; 07.12.1950)
- Орден Трудового Красного Знамени (26.02.1958)